# Debauchery
I Debauchery sono una band death metal da Stoccarda, in Germania.

## Storia del gruppo
La band nasce nel 2000 con il nome di Maggotcunt, ma cambiarono il loro nome nel 2002 in Debauchery. I Debauchery erano inizialmente formati da Thomas Gurrath (voce, chitarre e basso) e Dani (batteria) fino a quando Dani è stato costretto a lasciare la band nel 2006, dopo uno scontro con Thomas sul palco. Da allora, Thomas è l'unico membro ufficiale del gruppo, cantando, suonando chitarra e basso in studio, e producendo tutti gli album. Thomas assume musicisti di studio per suonare la batteria e la chitarra. A partire dal 2008, i membri dei Debauchery in live, denominati Team Kill, erano in continuo cambiamento.
Nel maggio del 2010, Thomas Gurrath dovette lasciare il suo lavoro da Referendar (insegnante nel periodo di tirocinio necessario ad ottenere l’abilitazione) di filosofia presso il Ginnasio di Stoccarda, dopo che i funzionari della scuola scoprirono su internet video della sua band e gli imposero di effettuare una scelta fra insegnare e la sua musica "con testi violenti e video porno".

## Discografia
- 2003 - Kill Maim Burn
- 2004 - Rage of the Bloodbeast
- 2005 - Torture Pit
- 2007 - Back in Blood
- 2008 - Continue to Kill
- 2009 - Rockers & War
- 2011 - Germany's Next Death Metal
- 2013 - Kings of Carnage
- 2015 - Fuck Humanity
- 2016 - Thunderbeast
- 2018 - Enemy of Mandkind

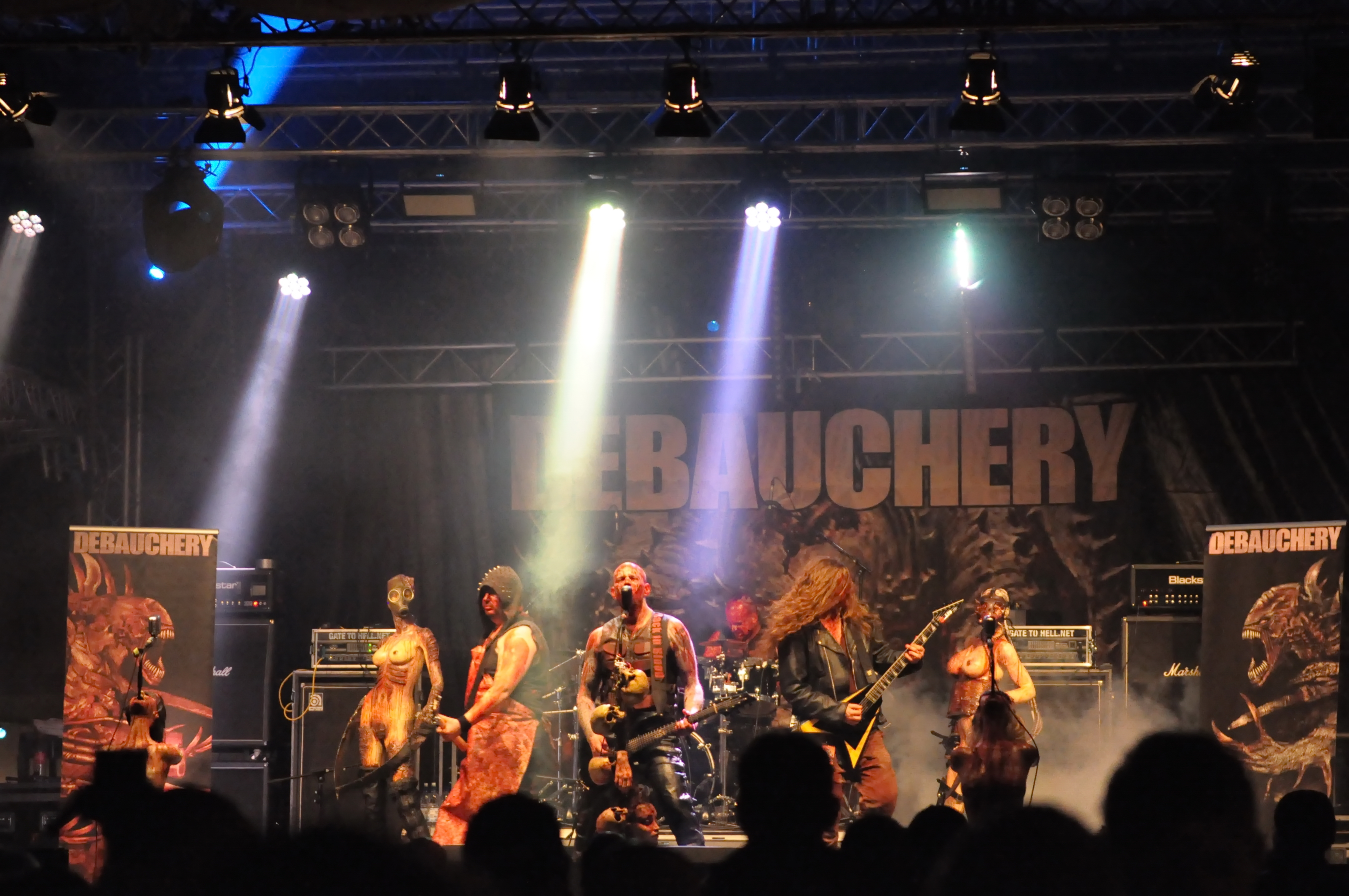
I Debauchery al Bäääm festival 2015

- 2019 - Blood for the Blood God (compilation)
- 2021 - Monster Metal
- 2022 - Demons of Rock'n.Roll (Split Album con Blood God)

## Formazione

### Line-Up attuale
- Thomas "The Bloodbeast" Gurrath – voce, chitarra
- Dennis "The Bloodpriest" Ward - basso
- Oliver "The Bloodhammer" Zellmann – batteria

### Ex componenti
- Ronald Squier - batteria
- Dani - batteria

### Altri membri
- Tomasz - batteria
- Joshi - chitarra
- Simon Dorn - chitarra
- Marc Juttner - basso
- Thomas Naumann - chitarra
- Günther Werno - tastiera